# Євгеньєва Марія Василівна
Євге́ньєва Марія Василівна (нар. 21 лютого 1959, с. Кадубівці Заставнівського району Чернівецької області) — українська бандуристка, педагог, публіцист. Голова Тернопільського обласного осередку Національної спілки кобзарів України (від 2002).

## Життєпис

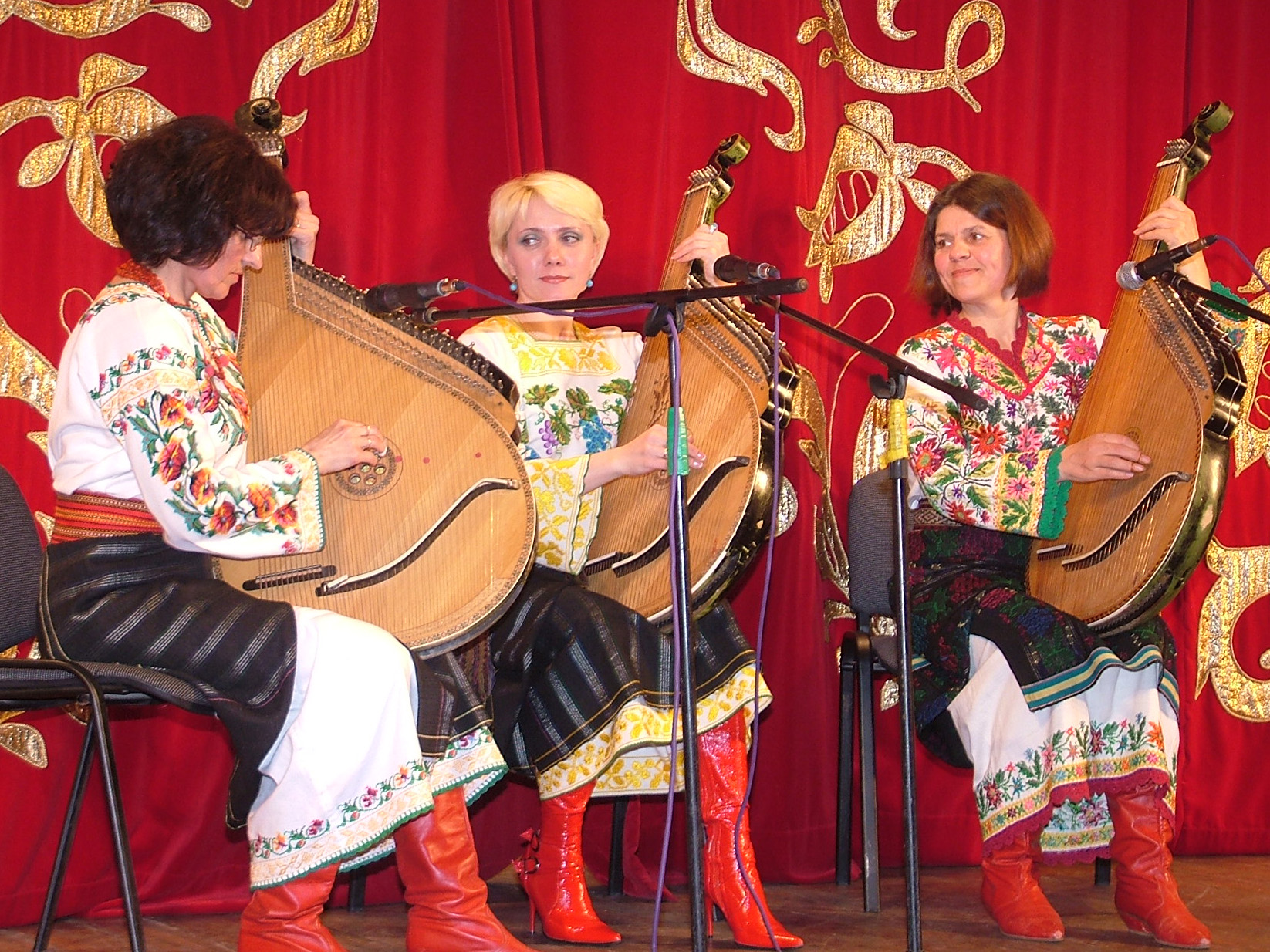
Тріо бандуристок «Стрітення» Тернопільського осередку НСКУ у складі Лариси Атаманчук, Ірини Кріль та Марії Євгеньєвої.

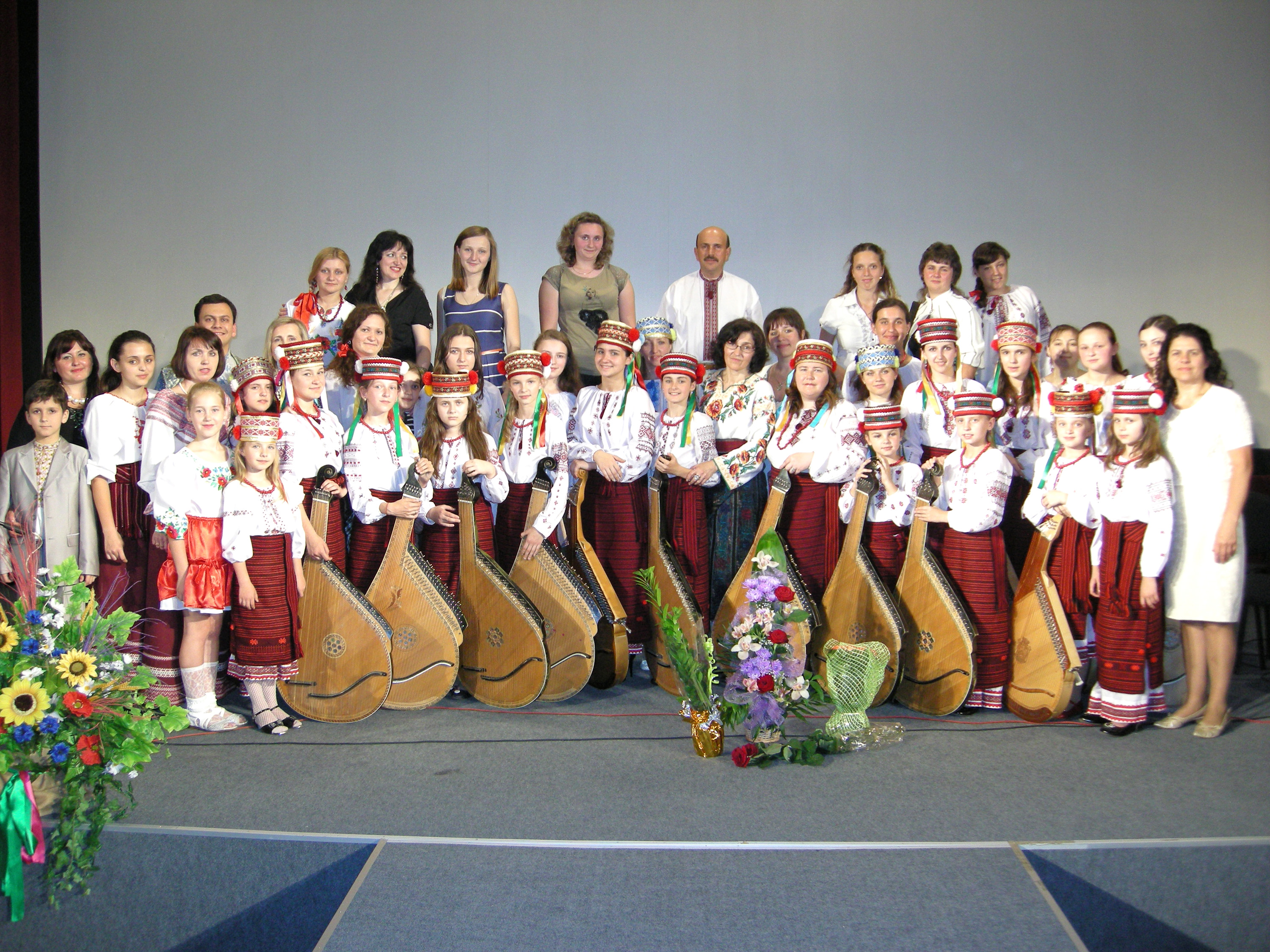
Ансамбль бандуристів «Дивоструни» з керівником Ларисою Атаманчук та іншими тернопільськими бандуристами (крайня справа — Марія Євгеньєва)

Закінчила Чернівецьке музичне училище (1979), Львівську консерваторію (1984, нині музична академія).
Працює викладачем кафедри інструментальної музики Тернопільського національного педагогічного університету (від 1985). Серед учнів — Атаманчук Лариса Василівна.
Як керівник тріо бандуристок:
- лауреат фестивалю дитячої духовної пісні «О Мати Божа, о райський цвіте»
- міжнародного фестивалю козацької пісні «Байда» (Тернопіль, 2003)
- грамота всеукраїнського фестивалю кобзарського мистецтва «Під срібний дзвін бандур» (м. Миколаїв, 2003)
- почесні грамоти
  - 12-го міжнародного фестивалю української культури «Свято над Ославою» в с. Мокре (Польща, 2003)
  - 4-го фольклорного фестивалю-ярмарку в м. Березів (Бжозув) (Польща, 2003)
  - Свята української культури в с. Калників (Польща, 2003)